# 青春大暴走
《青春大暴走》（英語：We Can't Stop）是美國歌手麥莉·希拉的一首歌曲，來自她的第四張錄音室專輯《青春大爆炸》（2013年）。歌曲於2013年6月3日由RCA唱片作為專輯主打單曲發行。歌曲於迈克·威尔·梅迪特、P-拉斯特以及搖滾都市創作並製作，而希拉、道格·E·弗雷什跟斯利克·里克亦參與了歌曲的創作。《青春大暴走》是一首關於家庭派對與娛樂性用藥的流行跟節奏藍調歌曲。
歌曲於發行前後獲得主流樂評家正反不一的評價，當中包括讚賞它的整體製作，以及對歌詞的內容有著分歧的評價。歌曲發行後最高登上美國《告示牌》百強單曲榜第2位，打平希拉早前憑《美國派對》（2009年）創下在該榜的最高紀錄。歌曲因罗宾·西克的《模糊界線》（法瑞尔與T.I.客串）的阻擋而未能登上榜單冠軍。截至2014年12月，歌曲在美國的下載量已經超過300萬首。歌曲亦同樣取得國際商業成功，包括登上紐西蘭跟英國單曲排行榜冠軍，並打進歐洲多國排行榜的上游位置。
《青春大暴走》的音樂錄影帶於2013年6月19日發佈。錄影帶獲得評論家反響不一的評價，包括對於希拉更加挑釁的形象產生分歧評價。錄影帶於發佈24小時內取得1,070萬次點擊率，打破當時Vevo平台的播放紀錄，並在37天內突破1億次點擊率，成為當時最快取得Vevo認證的音樂錄影帶。兩項紀錄其後皆被希拉於同年9月發行的後續單曲《愛情破壞球》的音樂錄影帶所打破。希拉在「2013年MTV音乐录像带大奖」上表演了《青春大暴走》，並引起了巨大爭議。

## 發行背景
2012年，希拉宣佈計劃把重心投放在電影事業上，因此在音樂上稍作歇息。她於同年出演了電影「美國LOL：我的愛情我的夢」跟「女生部裡的秘密」。她亦同時確認將會首次聲演電影「精灵旅社」裡的角色，但其後因出現她舔弄帶有性暗示的蛋糕醜聞而導致易角。這事情導致她產生計劃重返音樂事業的念頭。2013年1月，希拉與荷里活唱片簽署的合約期完結，她曾在該廠牌下發行錄音室專輯《孟漢娜2：遇見麥莉》（2007年）、《無所不能》（2008年）、《无法抵挡》（2010年）以及迷你專輯《活得精采》（2009年）。同月稍後時間，她宣佈已經與RCA唱片簽訂唱片合約。希拉其後在3月確認她的第四張錄音室專輯會在年底發行。
製作二人組搖滾都市提到《青春大暴走》原本是為了讓歌手蕾哈娜錄製而創作，但其後把歌曲給了唱片製作人迈克·威尔·梅迪特，並由他轉交至希拉。他們認為歌曲「能夠成為某位歌手的主打單曲」，但蕾哈拉的當時的單曲《璀鑽》（2012年）已獲得商業成功，因此未能讓她收錄歌曲。希拉指「它真的很完美，正是我想要的，也完全是我想要的第一個聲音，跟我想看起來的第一個樣子」。
在2013年5月19日的「2013年《告示牌》音樂獎」上，希拉確認歌曲將會在6月3日發行。《青春大暴走》的封面於5月28日在時報廣場的告示牌上公開。封面由兩個拿著紅色塑料杯的人，以及背景的人群組成，而希拉則未有在封面出鏡。希拉於6月3日現身由瑞安·西克雷斯特主持的電台節目「On Air with Ryan Seacrest」進行歌曲首播。

## 詞曲
《青春大暴走》是一首中板流行與 節奏藍調歌曲。歌曲以E大調創作，拍號為每分鐘80拍，而希拉的聲樂則跨越兩個八度，由最低的B2到最高的F♯5。歌曲的和弦進程為E–G♯m–C♯m–A (I–iii–vi–IV)。歌曲亦取樣自道格·E·弗雷什跟MC里基D的《La Di Da Di》。《Vibe》的約翰·肯尼迪把歌曲與蕾哈娜的作品作比較。
希拉指出《青春大暴走》反映出她當時的人生。在歌詞上，歌曲形容了一場家庭派對，其中在歌曲開場便唱出「這是屬於我們的派對，我們可以做任何想做的事／這是屬於我們的派對，我們可以盡情表達自己的想法／這是屬於我們的派對,我們可以去愛任何想愛的人／我們可以去親吻喜歡的人／我們可以去找想要的人」。歌曲亦加入不少跟娛樂性用藥有關的歌詞，包括「與莫莉共舞」，裡面的「莫莉」為毒品MDMA的俗語。

## 專業評價
《青春大暴走》於發行前後獲得主流樂評家正反不一的評價，當中包括讚賞它的整體製作，以及對歌詞的內容有著負面的評價。《娱乐周刊》的亞當·卡爾森給予歌曲好評，認為歌詞雖然值得商榷，但也「具感染性」，並認為歌曲使他想到「吸食了苯海拉明的凱莎」。《Idolator》的薩姆·蘭斯基指歌曲與近期當代流行電台所播放的截然不同，並認為它「感覺相當奇怪，但也有點出色」，而《洛杉磯時報》的米凱爾·伍德則稱歌曲為「自珍妮·杰克逊的《控制》以來最放鬆，最透徹的反叛吶喊」。《坦帕灣時報》的西恩·戴莉跟《华尔街日报》的編輯皆讚賞歌曲有著抓耳的旋律，而《雅虎音樂》的林賽·帕克則覺得《青春大暴走》就像希拉的舊作《美國派對》的編篇歌曲，但認為不同的是「現在的她在派對上更加愉快」。
然而《洛杉磯時報》的蘭德爾·羅伯茨給予歌曲好壞參半的評價，認為歌曲「就像一個九年級學生想像她的大學叛逆姐姐的生活方式而創作」，並批評歌曲缺乏挑戰性。《滾石》的喬恩·多蘭對希拉更加挑釁的形成保持懷疑態度，指歌曲的副歌歌詞「放在哪個歌手上都適合」，並指出「她在歌曲的聲音中仍然殘餘太多迪士尼的感覺」。《常識媒體》從五星滿分中給予歌曲兩星評價，指「在聽過《青春大暴走》的奇怪前奏後你會稍為希望歌曲不會在那裡便停下來」。
《青春大暴走》於8月的「2013年青少年選擇獎」上贏得「夏季票選獎：歌曲」一獎，以及獲得「音樂票選獎：女藝人」的獎項提名。12月，《告示牌》把歌曲列入2013年的最佳歌曲列表中，指它「近來最大膽的音樂選擇之一，而這風險得到了極大回報」。《村聲》在「Pazz & Jop」年度民意評價中把《青春大暴走》列為他們在2013年最佳歌曲中的第9位。《Pitchfork Media》在2014年時把歌曲列為目前年代二百佳歌曲中的第131位。

## 商業成績
在美國，《青春大暴走》於發行首週以約214,000首下載量空降《告示牌》百強單曲榜第11位。歌曲於發行第七週登上榜首第2位，並在該位置逗留了三週，因罗宾·西克的《模糊界線》（法瑞尔與T.I.客串）的阻擋而未能登上榜單冠軍。這打平希拉早前憑《美國派對》（2009年）創下在該榜的最高紀錄，但其後希拉憑著《愛情破壞球》取得榜單冠軍而打破個人紀錄。截至2014年12月，歌曲的美國下載量已超過3,280,000首。《青春大暴走》最高登上加拿大百强单曲榜第3位，其後獲加拿大音乐协会認證為四白金唱片。
《青春大暴走》亦在歐洲多國取得商業成功。在英國，歌曲於發行首週空降當地單曲排行榜冠軍位置－成為她首支打進當地榜單前10位的單曲，並一舉登上榜單冠軍。她亦憑此成為首位在當地取得冠軍單曲的迪士尼明星。歌曲其後獲英国唱片业协会認證為白金唱片。在奧地利，歌曲最高登上當地單曲排行榜第8位，歌曲亦分別最高登上比利時佛蘭德跟瓦隆Ultratop榜第11位跟第20世。《青春大暴走》最高登上丹麥Tracklisten榜第11位，並獲當地唱片業協會認證為白金唱片。歌曲亦最高登上挪威世界之路榜單第3位、西班牙單曲排行榜跟瑞典最熱榜第5位、爱尔兰单曲榜第7位，以及捷克單曲排行榜第9位。歌曲亦最高登上黎巴嫩二十強單曲榜第10位。
歌曲在其他地區則取得相對較低的名次。歌曲最高登上芬兰單曲排行榜第15位、德國單曲排行榜第16位，以及斯洛伐克跟瑞士單曲排行榜第19位。歌曲亦分別最高登上法國單曲排行榜第26位、意大利單曲排行榜第33位，以及荷蘭百強單曲榜第48位。在大洋洲地區，《青春大暴走》最高登上澳洲單曲排行榜第4位，以及紐西蘭單曲排行榜第1位。歌曲亦獲澳洲唱片業協會認證為五白金唱片，並獲紐西蘭唱片業協會認證為白金唱片。在亞洲地區，歌曲最高登上日本熱門100金曲榜第7位，以及南韓Gaon音乐榜第23位。

## 音樂錄影帶

### 概要

《青春大暴走》音樂錄影帶的一幕，展現希拉的电臀舞模樣。

《青春大暴走》的音樂錄影帶由黛安娜·馬爾泰勒拍攝，於2013年6月19日在Vevo上公開。錄影帶描述了一場正在進行的家庭派對，而賓客都在進行各種奇怪的行為。其中包括以白麵包堆砌成山的樣子、踢掉以炸薯條砌成的骷髏頭，以及假裝切掉一個女性的手指。希拉亦把Beats Pill的揚聲器音量調高，以及使用EOS唇膏以錄影帶加入置入性行銷。錄影帶的導演剪輯版於7月29日發佈，《Idolator》的卡爾·威利奧特形容該版本為「更多模擬性愛畫面，在接近完結時出現口交的手勢，而整體上則出現『較少』麥莉的舌頭」。

### 反響
錄影帶獲得評論家反響不一的評價，包括對於希拉更加挑釁的形象產生分歧評價。《Mashable》的傑里米·卡巴洛納把它的意念跟Lady Gaga《舞力全開》的作比較，而《音樂電視網新聞》的詹姆斯·蒙哥馬利則指出錄影帶跟克莉絲汀·阿奎萊拉的《下流》與費歐娜·艾波的《Criminal》之間的相似性。《告示牌》的傑森·利普舒茨給予作品好評，稱其「瘋狂得很棒跟有目標地按下按鈕」，而《赫芬顿邮报》的邦妮·富勒則讚賞它為「一場以現今年輕女性被賜予的自由盡情探索跟慶祝他們性慾的興奮慶典」。《滾石》把《青春大暴走》的音樂錄影帶評為2013年十佳音樂錄影帶的第1位，稱它為「所有年齡層的傑作」。
《华盛顿邮报》的卡拉·凱利給予錄影帶反響不一的評價，認為它讓人想起「瑞塔·奥拉跟香奈兒·韋斯特·克斯特融合的『女孩我最大』集數」。《今日美國》的帕特里克·萊恩稱錄影帶為「怪異而具娛樂性，但恐怕企圖心非常大」，而《RyanSeacrest.com》的海莉·杜德則認為錄影帶反映出希拉「可能有點太多」「更鋒利的一面」。錄影帶其後在「2013年MTV音乐录像带大奖」上獲提名「最佳流行錄影帶」、「最佳女歌手錄影帶」、「最佳剪接」以及「夏日最佳歌曲」的獎項提名。
錄影帶於發佈24小時內取得1,070萬次點擊率，打破當時Vevo平台的播放紀錄。但其後1世代於7月以《絕代好歌》音樂錄影帶的1,090萬次首日點擊率再次打破紀錄。錄影帶在37天內突破1億次點擊率，成為當時最快取得Vevo認證的音樂錄影帶。兩項紀錄其後皆被希拉於同年9月發行的後續單曲《愛情破壞球》的音樂錄影帶所打破，包括獲得1,930萬次的首日點擊率，以及憑著6天的時間突破1億次點擊率。

## 現場表演
希拉於2013年6月26日在「吉米·坎摩尔直播秀」上首次現場演唱《青春大暴走》，並於翌日在「早安美國」上演唱歌曲。2013年9月，希拉9月7日於德國的電視節目「打敗拉布」、9月9日於法國的電視節目「Le Grand Journal」，跟9月13日在英格蘭的電視節目「阿蘭·卡爾：長舌男訪談秀」上演唱了《青春大暴走》。9月12日，她在拉斯维加斯舉辦的「iHeartRadio音樂節」先後表演兩次，其中下午的表演為戶外演出，而傍晚的則是在美高梅大花園體育館進行表演。在兩場表演中，她皆演唱了《青春大暴走》。儘管事前媒體期待希拉在音樂節的表演帶來更大的尺度，但該場表演其後被形容為「跟MTV音乐录像带大奖的比較相對平淡」。
10月5日，希拉現身「週六夜現場」其中一集作為主持跟音樂嘉賓。她出現於節目多場短劇中，包括惡搞《青春大暴走》的「We Did Stop (The Government)」短劇，以影射2013年美国联邦政府关闭事件，她亦演唱了《青春大暴走》的原音樂版。她於翌日在「今天」上演唱了歌曲，作為豐田演唱會系列的一部分。同月稍後時間，她登上了「吉米‧法倫今夜秀」與「艾倫·狄珍妮秀」並演唱歌曲。
希拉於11月在「2013年MTV歐洲音樂大獎」上演唱歌曲，並在台上領取獎項時公然吸食大麻，引起媒體的廣泛關注。12月，她於洛杉矶、圣保罗、亚特兰大、紐約市、华盛顿哥伦比亚特区、坦帕跟森赖斯舉行的多場「Jingle Ball演唱會」上演唱了歌曲。1月29日，希拉在音樂電視網的「MTV原音重現」其中一集上表演，並獲麥當娜驚喜現身，一起合唱《青春大暴走》與麥當娜的《別告訴我》組曲。同年稍後時間，希拉在「青春大爆炸世界巡迴演唱會」上演唱了《青春大暴走》。《納什維爾風景》的評論家稱讚了希拉的表演，指「麥莉唱出了《青春大暴走》，而螢幕上的小貓則滑稽地跟著對嘴」。布萊克·漢農亦同樣給予正面評價，指「觀眾聽到《青春大暴走》的開首便瞬間沸騰起來」。希拉於2014年6月21日在伦敦温布利球场舉行的「Summertime Ball」音樂節上，在80,000名觀眾前再次演唱歌曲。

### MTV音樂錄影帶大獎
2013年8月，希拉跟罗宾·西克在纽约巴克萊中心舉行的「2013年MTV音乐录像带大奖」上進行合唱表演後，迅速引起國際媒體廣泛關注並成為公眾關注的話題。《荷里活報道》的報道以「愚昧無知」形容該場表演，並稱表演「令人想起一場糟糕的吸毒幻覺經歷」。《XXL》的BJ·斯坦納以「經典意義上的完全失敗，觀眾的反應在尷尬中夾雜着困惑、鬱悶跟驚慌」形容表演，而《英國廣播公司新聞》則指希拉以一場「色情表演」搶去頒獎禮的風頭。該場表演在推特上平均每分鐘衍生出306,100則推文，打破歷史紀錄成為推特開創以來最多推文提及的事件，原本的紀錄為碧昂絲參與的「第四十七屆超級盃中場表演」，平均每分鐘衍生出268,000則推文。《滾石》的羅伯·謝菲爾德發表了對希拉該場表演的批評文章《這是麥莉，婊子：舔弄世界的舌頭》。根據《福布斯》的資料，希拉的表演使她在數天內增加超過213,000名推特追蹤者、226,000個臉書讚好以及《愛情破壞球》的90,000次下載。這總共使希拉的社交媒體活動量增加了112%。

## 翻唱版本
2013年7月，瑞贝卡·布莱克發佈了《青春大暴走》的原音樂翻唱版，並修改了部分歌詞。2013年9月，史考特·布拉德利的樂隊後現代爵士點唱機以嘟·喔普曲風翻唱了歌曲。截至2020年4月，影片的點擊率已超過2,300萬次。2013年9月，英國樂隊巴士底樂團在BBC廣播一台的「現場休息室」環節上以搖滾風格翻唱歌曲，在歌曲前奏加入阿姆的《豁出去》，並在每段副歌結尾加入了1994年電影「狮子王」的歌曲《我等不及要當國王》，以及提到了希拉父親比利·雷·赛勒斯的《Achy Breaky Heart》。《Idolator》的邁克·瓦斯認為他們把「情感的深度以及原先沒有的音樂性」注入歌曲，並把歌曲變為「怪異的優秀中板抒情曲」。同月稍後時間，獨立歌手洛根·林恩翻唱了歌曲，被《紐約》的林賽·韋伯稱為「夢幻（與）主要使用結他」，而《赫芬顿邮报》則稱它比起原版更加「無畏」與「溫暖」。英國歌手妮昂·希奇翻唱了歌曲並修改部分歌詞，被《MTV Buzzworthy》的珍娜·哈利形容為「有點雷鬼、有點爵士、有點斯卡而絕對優秀的翻唱」。歌曲亦曾被艾弗麗、凡普斯樂隊，以及泰·桑迪翻唱。電子火焰把歌曲跟肯伊·威斯特的《逃離》結合以翻唱，指出兩首歌曲的相似。同年巴士底樂團憑著歌曲的翻唱版贏得「mtvU活地獎」的「最佳翻唱歌曲」獎。

## 抄襲指控
2018年，牙買加歌手Flourgon向希拉提出訴訟，指《青春大暴走》的歌詞挪用了他1998年的雷鬼歌曲《We Run Things》裡的「We run things/Things no run we」歌詞部分。他向希拉索求總共3億美元的賠償費，並要求希拉讓《青春大暴走》從銷售平台下架，兼承諾以後不再表演歌曲。

## 製作名單
資料來自《青春大爆炸》專輯內頁。

- 麥莉·希拉 – 主聲樂、和聲、詞曲創作
- 道格拉斯·戴維斯（英语：Doug E. Fresh） – 詞曲創作
- 邁克·蓋杜塞克 – 協助
- 特里·哈里斯 – 協助
- 斯蒂芬·赫比茨基 – 錄製
- 傑森·喬舒亞 – 混音
- 迈克·威尔·梅迪特 – 詞曲創作、製作
- 克里斯·「特克」·奧萊恩 – 混音
- 伊娃·里斯塔德 – 協助
- 魯本·李維拉 – 錄製
- 蒂姆·羅伯茲 – 錄製
- 皮埃爾·拉蒙·斯勞特 – 詞曲創作、製作
- 蒂莫西·托馬斯（英语：Rock City (duo)） – 詞曲創作、製作、聲樂製作
- 塞隆·托馬斯（英语：Rock City (duo)） – 詞曲創作、製作、聲樂製作
- 里基·沃爾特斯（英语：Slick Rick） – 詞曲創作

## 銷售榜單
| 榜單（2013年－14年）                 | 最高 位置 |
| ------------------------------------ | --------- |
| 澳大利亚（澳大利亚唱片业协会單曲榜） | 4         |
| 奥地利（Ö3四十强单曲榜）             | 8         |
| 比利时佛兰德（Ultratop五十强单曲榜） | 20        |
| 比利时瓦隆（Ultratop五十强单曲榜）   | 11        |
| 巴西（巴西《告示牌》百強單曲榜）     | 2         |
| 巴西熱門流行歌曲榜                   | 3         |
| 加拿大（Canadian Hot 100）           | 3         |
| 捷克（電台百強單曲榜）               | 9         |
| 丹麥（Hitlisten单曲榜）              | 11        |
| 芬兰（芬蘭官方單曲榜）               | 15        |
| 法国（法國唱片出版業公會單曲榜）     | 26        |
| 德国（德國官方單曲榜）               | 16        |
| 愛爾蘭（愛爾蘭唱片音樂協會单曲榜）   | 7         |
| 意大利（FIMI）                       | 33        |
| 日本（Japan Hot 100）                | 7         |
| 黎巴嫩（黎巴嫩二十強單曲榜）         | 10        |
| 荷兰（百强单曲榜）                   | 48        |
| 新西兰（新西兰唱片音乐协会单曲榜）   | 1         |
| 挪威（世道單曲榜）                   | 3         |
| 羅馬尼亞（電台百強榜）               | 86        |
| 蘇格蘭（官方榜单公司單曲榜）         | 1         |
| 斯洛伐克（電台百強單曲榜）           | 19        |
| 斯洛文尼亞（斯洛文尼亞五十強榜單）   | 35        |
| 南非（非洲娛樂監測单曲榜）           | 5         |
| 南韓（Gaon單曲榜）                   | 23        |
| 西班牙（西班牙音樂製作協會）         | 5         |
| 瑞典（瑞典最熱榜）                   | 5         |
| 瑞士（瑞士热门音乐榜）               | 19        |
| 英國（官方榜单公司單曲榜）           | 1         |
| 美国（《告示牌》百大單曲榜）         | 2         |
| 美國（《告示牌》Adult Pop Airplay）  | 40        |
| 美國（《告示牌》Dance Club Songs）   | 34        |
| 美國（《告示牌》Pop Airplay）        | 9         |
| 美國（《告示牌》Rhythmic Songs）     | 16        |

| 榜單（2013年）                       | 位置 |
| ------------------------------------ | ---- |
| 澳大利亞（澳大利亞唱片業協會單曲榜） | 30   |
| 奧地利（Ö3四十強單曲榜）             | 59   |
| 比利時佛蘭德（Ultratop五十強單曲榜） | 78   |
| 比利時瓦隆（Ultratop五十強單曲榜）   | 72   |
| 加拿大（加拿大百強單曲榜）           | 32   |
| 丹麥（Tracklisten）                  | 44   |
| 德國（官方德國榜單）                 | 92   |
| 新西蘭（新西蘭唱片音樂協會）         | 26   |
| 俄羅斯電台榜（Tophit）               | 156  |
| 西班牙（西班牙音樂製作協會）         | 39   |
| 瑞典（瑞典最熱榜）                   | 34   |
| 英國（官方榜單公司單曲榜）           | 28   |
| 美國（《告示牌》百強單曲榜）         | 17   |
| 美國（《告示牌》主流四十強單曲榜）   | 44   |

| 榜單（2014年）                     | 位置 |
| ---------------------------------- | ---- |
| 西班牙串流榜（西班牙音樂製作協會） | 100  |

## 認證
| 地區                                                       | 认证    | 认证单位/销量 |
| ---------------------------------------------------------- | ------- | ------------- |
| 澳大利亚（澳大利亚唱片业协会）                             | 5× 白金 | 210,000‡      |
| 奥地利（國際唱片業協會奧地利分會）                         | 金      | 15,000*       |
| 加拿大（加拿大音乐协会）                                   | 4× 白金 | 320,000^      |
| 丹麦（國際唱片業協會丹麥分會）                             | 白金    | 30,000^       |
| 德国（聯邦音樂產業協會）                                   | 金      | 150,000^      |
| 意大利（意大利音乐产业联盟）                               | 白金    | 50,000‡       |
| 墨西哥（墨西哥音像製品協會）                               |         | 60,000*       |
| 新西兰（新西兰唱片音乐协会）                               | 白金    | 15,000*       |
| 瑞典（瑞典唱片業協會）                                     | 3× 白金 | 120,000‡      |
| 瑞士（國際唱片業協會瑞士分会）                             | 金      | 15,000^       |
| 英国（英国唱片业协会）                                     | 白金    | 600,000‡      |
| 美国（美國唱片業協會）                                     | 5× 白金 | 5,000,000‡    |
| 委內瑞拉（委內瑞拉音像製品協會）                           | 白金    | 10,000^       |
| *僅含認證的實際銷量 ^僅含認證的出貨量 ‡僅含認證的+實際銷量 |         |               |

## 發行歷史
| 地區   | 日期          | 形式        | 廠牌 | 來源    |
| ------ | ------------- | ----------- | ---- | ------- |
| 美國   | 2013年6月3日  | CD 線上下載 | RCA  | [ 7 ]   |
| 奧地利 | 2013年6月6日  | CD 線上下載 | 索尼 | [ 148 ] |
| 法國   | 2013年6月6日  | CD 線上下載 | 索尼 | [ 149 ] |
| 意大利 | 2013年6月6日  | CD 線上下載 | 索尼 | [ 150 ] |
| 英國   | 2013年6月11日 | CD 線上下載 | RCA  | [ 151 ] |
| 德國   | 2013年9月6日  | CD 線上下載 | 索尼 | [ 152 ] |

## 資料來源
1. ↑  Kitchener, Shaun. . Entertainmentwise. Gigwise. 2012-02-10  [2013-09-21]. （原始内容存档于2015-04-04）.
2. ↑  Andrew Hampp. . Billboard. Prometheus Global Media. 2013-01-30  [2014-01-26]. （原始内容存档于2014-01-26）.
3. ↑  Jason Lipshutz. . Billboard. Prometheus Global Media. 2013-03-07  [2013-08-25]. （原始内容存档于2013-09-02）.
4. ↑  Adelle Platon. . Vibe. Vibe Media. 2013-06-08  [2014-01-03]. （原始内容存档于2015-02-15）.
5. 1 2  Jason Lipshutz. . Billboard. Prometheus Global Media. 2013-05-19  [2014-01-03]. （原始内容存档于2021-05-15）.
6. ↑  Sam Lansky. . Idolator. Buzz Media. 2013-05-28  [2014-01-02].[]
7. 1 2  Sierra Marquina. . On Air with Ryan Seacrest. 2013-06-03  [2014-01-03]. （原始内容存档于2013-06-08）.
8. ↑  Jason Lipshutz. . Billboard. Prometheus Global Media. 2013-06-03  [2014-01-03]. （原始内容存档于2013-07-19）.
9. ↑  Bianca Gracie. . Idolator. Buzz Media. 2013-06-03  [2014-01-03].[]
10. ↑  . MusicNotes. Hal Leonard Corporation. 2013-06-11  [2014-01-03]. （原始内容存档于2014-01-03）.
11. 1 2   (音像媒体说明). Miley Cyrus. RCA Records. 2013.
12. ↑  John Kennedy. . Vibe. Vibe Media. 2013-06-03  [2014-01-03]. （原始内容存档于2014-11-29）.
13. ↑  Sierra Marquina. . On Air with Ryan Seacrest. 2013-06-03  [2014-01-03]. （原始内容存档于2013-06-07）.
14. ↑  . MetroLyrics.   [2014-01-03]. （原始内容存档于2013-09-27）.
15. ↑  Grady Smith. . Entertainment Weekly. Time Inc. 2013-06-04  [2014-01-03]. （原始内容存档于2014-11-01）.
16. ↑  Adam Carlson. . Entertainment Weekly. Time Inc. 2013-06-03  [2014-01-03]. （原始内容存档于2014-02-14）.
17. ↑  Sam Lansky. . Idolator. Buzz Media. 2013-06-03  [2014-01-03].[]
18. ↑  Mikael Wood. . Los Angeles Times. Tribune Company. 2013-10-02  [2014-01-03]. （原始内容存档于2014-08-13）. 参数|newspaper=与模板{{cite web}}不匹配（建议改用{{cite news}}或|website=） (帮助)
19. ↑  Sean Daly. . Tampa Bay Times. Times Publishing Company. 2013-06-05  [2014-01-03]. （原始内容存档于2021-01-16）. 参数|newspaper=与模板{{cite web}}不匹配（建议改用{{cite news}}或|website=） (帮助)
20. ↑  . Wall Street Journal. News Corp. 2013-06-19  [2014-01-03]. （原始内容存档于2018-06-14）. 参数|newspaper=与模板{{cite web}}不匹配（建议改用{{cite news}}或|website=） (帮助)
21. ↑  Holly McKay. . Fox News Channel. 21st Century Fox. 2013-06-04  [2014-01-03]. （原始内容存档于2015-09-24）.
22. ↑  Randall Roberts. . Los Angeles Times. Tribune Company. 2013-06-05  [2014-01-03]. （原始内容存档于2020-01-02）. 参数|newspaper=与模板{{cite web}}不匹配（建议改用{{cite news}}或|website=） (帮助)
23. ↑  Jon Dolan. . Rolling Stone. Wenner Media, LLC. 2013-06-18  [2014-01-03]. （原始内容存档于2013-06-22）.
24. ↑  . MTV News. Viacom. 2013-08-11  [2014-01-03]. （原始内容存档于2018-10-01）.
25. ↑  . Billboard. Prometheus Global Media. 2013-12-18  [2014-01-03]. （原始内容存档于2014-11-18）.
26. ↑  .   [2020-04-26]. （原始内容存档于2020-09-23）.
27. ↑  Gary Trust. . Billboard. Prometheus Global Media. 2013-06-12  [2014-01-03]. （原始内容存档于2020-01-29）.
28. 1 2 3 4  Jason Lipshutz. . Billboard. Prometheus Global Media. 2013-07-29  [2014-01-03]. （原始内容存档于2014-02-22）.
29. ↑  . HITS Daily Double. HITS Digital Ventures. 2014-12-11  [2014-12-11]. （原始内容存档于2014-12-11）.
30. ↑  . Billboard. Prometheus Global Media.   [2014-01-03]. （原始内容存档于2017-02-07）.
31. ↑  Paul Sexton. . Billboard. Prometheus Global Media. 2013-08-12  [2014-01-03]. （原始内容存档于2016-01-16）.
32. 1 2 3 4 5 6 7 8 9  . Ultratop. Hung Medien.   [2014-01-03]. （原始内容存档于2015-01-01）.
33. ↑  . International Federation of the Phonographic Industry.   [2014-01-03]. （原始内容存档于2006-07-05）.
34. 1 2  .   [2020-04-26]. （原始内容存档于2020-11-25）.
35. ↑  . International Federation of the Phonographic Industry.   [2014-01-03]. （原始内容存档于2007-01-10）.
36. ↑  . Billboard. Prometheus Global Media.   [2014-01-03]. （原始内容存档于2013-05-31）.
37. 1 2  . Gaon Chart.   [2013-06-15]. （原始内容存档于2013-10-02）.
38. 1 2 3  Reyan Ali. . Rolling Stone. Wenner Media, LLC. 2013-07-02  [2014-01-03]. （原始内容存档于2017-11-15）.
39. 1 2  . YouTube. Google. 2013-06-19  [2014-01-03]. （原始内容存档于2017-07-10）.
40. ↑  Carl Williott. . Idolator. Buzz Media. 2013-07-29  [2014-01-04].[]
41. ↑  Jeremy Cabalona. . Mashable. 2013-06-19  [2014-01-03]. （原始内容存档于2020-12-05）.
42. ↑  James Montgomery. . MTV News. Viacom. 2013-06-19  [2014-01-03]. （原始内容存档于2021-02-17）.
43. ↑  . Billboard. Prometheus Global Media. 2013-06-19  [2014-01-03]. （原始内容存档于2021-03-02）.
44. ↑  Bonnie Fuller. . The Huffington Post. AOL. 2013-06-19  [2014-01-03]. （原始内容存档于2018-09-15）.
45. ↑  . Rolling Stone. Wenner Media, LLC.   [2014-01-03]. （原始内容存档于2016-02-15）.
46. ↑  . The Washington Post. Nash Holdings LLC. 2013-06-20  [2014-01-03]. （原始内容存档于2014-04-12）. 参数|newspaper=与模板{{cite web}}不匹配（建议改用{{cite news}}或|website=） (帮助)
47. ↑  . USA Today. Gannett Company. 2013-06-19  [2014-01-03]. （原始内容存档于2013-07-29）. 参数|newspaper=与模板{{cite web}}不匹配（建议改用{{cite news}}或|website=） (帮助)
48. ↑  Haley Dodd. . RyanSeacrest.com. 2013-06-19  [2014-01-03]. （原始内容存档于2014-12-19）.
49. ↑  James Montgomery. . MTV News. Viacom. 2013-07-17  [2014-01-03]. （原始内容存档于2016-04-04）.
50. ↑  Rebecca Macatee. . E! Online. NBCUniversal. 2013-09-10  [2014-01-03]. （原始内容存档于2019-09-09）.
51. ↑  Hillary Allen. . On Air with Ryan Seacrest. 2013-06-26  [2013-09-04]. （原始内容存档于2013-07-03）.
52. ↑  Sam Lansky. . Idolator. Buzz Media. 2013-06-26  [2013-09-04].
53. ↑  Reid, Jefferson. . E! Online. NBCUniversal. 2013-09-07  [2013-09-08]. （原始内容存档于2016-02-04）.
54. ↑  . Le Nouvel Observateur. Groupe Perdriel. 2013-09-10  [2013-09-16]. （原始内容存档于2013-09-13）.
55. ↑  Fletcher, Alex. . Digital Spy. Hearst Corporation. 2013-09-13  [2014-04-20]. （原始内容存档于2016-04-20）.
56. ↑  Lipshutz, Jason. . Billboard. 2013-09-21  [2013-09-23]. （原始内容存档于2013-09-25）.
57. ↑  Adams, Mark. . Las Vegas Weekly. The Greenspun Corporation. 2013-09-21  [2013-09-23]. （原始内容存档于2013-09-26）. 参数|newspaper=与模板{{cite web}}不匹配（建议改用{{cite news}}或|website=） (帮助)
58. ↑  Mansfield, Brian. . USA Today. 2013-10-06  [2013-10-06]. （原始内容存档于2013-10-06）. 参数|newspaper=与模板{{cite web}}不匹配（建议改用{{cite news}}或|website=） (帮助)
59. ↑  Dawn, Randee. . Today. NBCUniversal. 2013-10-07  [2013-10-07]. （原始内容存档于2015-05-27）.
60. ↑  Mikael Wood. . Los Angeles Times. Tribune Company. 2013-10-09  [2013-10-11]. （原始内容存档于2014-08-14）. 参数|newspaper=与模板{{cite web}}不匹配（建议改用{{cite news}}或|website=） (帮助)
61. ↑  Rachel Maresca. . Daily News. Mortimer Zuckerman. 2013-10-11  [2013-10-11]. （原始内容存档于2020-09-22）. 参数|newspaper=与模板{{cite web}}不匹配（建议改用{{cite news}}或|website=） (帮助)
62. ↑  . USA Today. 2013-11-11  [2014-04-20]. （原始内容存档于2014-03-20）. 参数|newspaper=与模板{{cite web}}不匹配（建议改用{{cite news}}或|website=） (帮助)
63. ↑  . Newsday. Cablevision. 2013-11-12  [2013-11-16]. （原始内容存档于2013-12-03）. 参数|newspaper=与模板{{cite web}}不匹配（建议改用{{cite news}}或|website=） (帮助)
64. ↑  Rahman, Ray. . CNN. 2014-01-21  [2014-01-21]. （原始内容存档于2014-01-25）.
65. ↑  Hutchison, Amanda. . MetroLyrics. 2014-01-30  [2014-04-20]. （原始内容存档于2015-09-09）.
66. ↑  Francois Marchand. . The Vancouver Sun. Postmedia Network. 2014-02-15  [2014-02-17]. （原始内容存档于2014-03-02）. 参数|newspaper=与模板{{cite web}}不匹配（建议改用{{cite news}}或|website=） (帮助)
67. ↑  . Nashville Scene. 2014-08-08  [2014-08-09]. （原始内容存档于2016-05-13）.
68. ↑  Hannon, Blake. . Kentucky. 2014-08-10  [2014-08-11]. （原始内容存档于2014-08-13）.
69. ↑  Cyrus, Miley. . June 21, 2014. 2014-06-22  [2020-04-26]. （原始内容存档于2014-06-25）.
70. ↑  . The Hollywood Reporter. 2013-08-26  [2013-08-26]. （原始内容存档于2021-03-06）.
71. ↑  Steiner, B. J. . XXL. Harris Publications. 2013-08-26  [2013-08-26]. （原始内容存档于2013-08-30）.
72. ↑  . BBC News. BBC. 2013-08-26  [2013-08-26]. （原始内容存档于2013-08-26）.
73. ↑  Popkin, Helen A.S. . NBC News. NBC. 2013-08-26  [2013-12-07]. （原始内容存档于2014-03-01）.
74. ↑  Hu, Elise. . NPR. 2013-08-12  [2013-12-07]. （原始内容存档于2015-07-14）.
75. ↑  ROB SHEFFIELD. . Rolling Stone. 2013-08-26  [2014-08-24]. （原始内容存档于2018-02-06）.
76. ↑  Crawley, Joanna. . Entertainmentwise. Gigwise. 2013-08-31  [2013-09-29]. （原始内容存档于2017-08-29）.
77. ↑  James Montgomery. . MTV News. Viacom. 2013-07-08  [2013-09-04]. （原始内容存档于2020-04-08）.
78. ↑  YouTube上的We Can't Stop - Vintage 1950's Doo Wop Miley Cyrus Cover ft. The Tee - Tones Retrieved 3 May 2015.
79. ↑  Kathleen Perricone. . RyanSeacrest.com. 2013-09-10  [2014-01-03]. （原始内容存档于2015-12-22）.
80. ↑  Mike Wass. . Idolator. Buzz Media. 2013-09-09  [2014-01-03].[]
81. ↑  Lindsey Weber. . New York. New York Media, LLC. 2013-09-17  [2014-01-03]. （原始内容存档于2021-02-26）.
82. ↑  . The Huffington Post. AOL. 2013-09-16  [2014-01-03]. （原始内容存档于2016-03-03）.
83. ↑  Jenna Hally Rubenstein. . MTV Buzzworthy. Viacom. 2013-09-11  [2014-01-03]. （原始内容存档于2014-02-21）.
84. ↑  . iTunes Store (US). Apple Inc. 2013-07-30  [2014-01-03]. （原始内容存档于2018-11-16）.
85. ↑  Katherina Odams. . Entertainmentwise. Gigwise. 2013-09-03  [2014-02-03]. （原始内容存档于2014-02-23）.
86. ↑  Matt Silverman. . Mashable. 2013-09-06  [2014-01-03]. （原始内容存档于2020-12-03）.
87. ↑  . MTV.   [2020-04-26]. （原始内容存档于2015-09-21）.
88. 1 2  Kaufman, Gil. . Billboard. 2018-03-14  [2018-03-15]. （原始内容存档于2020-11-12）.
89. ↑  "Australian-charts.com – Miley Cyrus – We Can't Stop". ARIA Top 50 Singles.  [2014-01-03].  （英語）.
90. ↑  "Austriancharts.at – Miley Cyrus – We Can't Stop". Ö3 Austria Top 40.  [2014-01-03]. （德語）.
91. ↑  "Ultratop.be – Miley Cyrus – We Can't Stop". Ultratop 50.   [2014-01-03]. （荷蘭語）.
92. ↑  "Ultratop.be – Miley Cyrus – We Can't Stop". Ultratop 50.   [2014-01-03]. （法語）.
93. 1 2  BPP (编). . Billboard Brasil Magazine. November–December 2013, (46): 88.
94. ↑  "Miley Cyrus Chart History (Canadian Hot 100)". Billboard.  [2014-01-03].（英語）.
95. ↑  "ČNS IFPI". Hitparáda – Radio Top 100 Oficiální. ČNS IFPI. 注：输入201342检索.  [2014-01-03].（捷克語）.
96. ↑  "Danishcharts.com – Miley Cyrus – We Can't Stop". Hitlisten.  [2014-01-03].（丹麥語）.
97. ↑  "Miley Cyrus: We Can't Stop". Musiikkituottajat.  [2014-01-03].（芬蘭語）.
98. ↑  "Lescharts.com – Miley Cyrus – We Can't Stop". Les classement single.  [2014-01-03].（法語）.
99. ↑  "Miley Cyrus – We Can't Stop". GfK Entertainment charts.  Retrieved 2014-01-03.  （德語）.
100. ↑  "Chart Track: Week 30, 2013". Irish Singles Chart.  [2014-01-03].  （英語）.
101. ↑  . FIMI.   [2013-09-08]. （原始内容存档于2013-09-14）.
102. ↑  "Miley Cyrus Chart History (Japan Hot 100)". Billboard.  [2014-01-03].（英語）.
103. ↑  "Dutchcharts.nl – Miley Cyrus – We Can't Stop". Single Top 100.  [2014-01-03].（荷蘭語）.
104. ↑  "Charts.nz – Miley Cyrus – We Can't Stop". Top 40 Singles.  [2014-01-03].（英語）.
105. ↑  "Norwegiancharts.com – Miley Cyrus – We Can't Stop". VG-lista.  [2014-01-03].（挪威語）.
106. ↑  . Kiss FM（英语：Kiss FM (Romania)）.   [2018-01-27]. （原始内容存档于2018-01-27）. Note: User may scroll down the 'Podcasturi' menu to play or download the respective podcast.
107. ↑  "Official Scottish Singles Sales Chart Top 100". Official Charts Company.  [2014-01-03].（英語）.
108. ↑  "ČNS IFPI". Hitparáda – Radio Top 100 Oficiálna. ČNS IFPI. 注：输入201334检索.  [2014-01-03].（捷克語）.
109. ↑  . SloTop50（英语：SloTop50）.   [2013-09-15]. （原始内容存档于2018-01-06）.
110. ↑  "EMA Top 10 Airplay: Week Ending 2013-08-06". Entertainment Monitoring Africa.  [2014-04-26].（英語）.
111. ↑  "Spanishcharts.com – Miley Cyrus – We Can't Stop" Canciones Top 50.  [2014-01-03].（英語）.
112. ↑  "Swedishcharts.com – Miley Cyrus – We Can't Stop". Singles Top 100.  [2013-05-21].（英語）.
113. ↑  "Swisscharts.com – Miley Cyrus – We Can't Stop". Swiss Singles Chart.  [2014-01-03].（英語）.
114. ↑  "Official Singles Chart Top 100". Official Charts Company.  [2014-01-03].（英語）.
115. ↑  "Miley Cyrus Chart History (Hot 100)". Billboard.  [2014-01-03].（英語）.
116. ↑  "Miley Cyrus Chart History (Adult Pop Songs)". Billboard.   [2014-01-03].（英語）.
117. ↑  "Miley Cyrus Chart History (Dance Club Songs)". Billboard.  [2014-01-03].（英語）.
118. ↑  "Miley Cyrus Chart History (Pop Songs)". Billboard.  [2014-01-03].（英語）.
119. ↑  "Miley Cyrus Chart History (Rhythmic)". Billboard.  [2014-01-03].（英語）.
120. ↑  . ARIA.   [2014-01-19]. （原始内容存档于2015-01-06）.
121. ↑  . Austriancharts.at. Hung Medien.   [2014-01-03]. （原始内容存档于2014-01-02）.
122. ↑  . Ultratop. Hung Medien.   [2014-06-09]. （原始内容存档于2015-06-22）.
123. ↑  . Ultratop. Hung Medien.   [2014-06-09]. （原始内容存档于2014-06-08）.
124. ↑  . Billboard. Prometheus Global Media.   [2013-12-13]. （原始内容存档于2016-02-03）.
125. ↑  . Hitlisten.   [2018-09-20]. （原始内容存档于2014-02-05）.
126. ↑  . VIVA（英语：VIVA (TV station)）. Viacom International Media Networks（英语：Viacom International Media Networks (Europe)）.   [2014-01-12]. （原始内容存档于2014-01-20）.
127. ↑  . Recorded Music NZ.   [2015-01-01]. （原始内容存档于2014-10-29）.
128. ↑  . Tophit.   [2019-08-10]. （原始内容存档于2019-07-03）.
129. ↑  . Promuiscae.es.   [2014-02-03]. （原始内容存档于2015-12-19）.
130. ↑  . Sverigetopplistan. Swedish Recording Industry Association.   [2014-06-09]. （原始内容存档于2014-11-29）.
131. ↑  Lane, Daniel. . Official Charts Company. 2014-01-01  [2014-01-01]. （原始内容存档于2015-02-23）.
132. ↑  . Billboard. Prometheus Global Media.   [2014-01-03]. （原始内容存档于2015-11-27）.
133. ↑  . Billboard.   [2014-01-02]. （原始内容存档于2014-01-05）.
134. ↑  "Top 100 Streaming 2014 (con cifras de ventas)" （页面存档备份，存于） (in Spanish). PROMUSICAE. Retrieved 21 August 2018.
135. ↑   (PDF). Australian Recording Industry Association.   [2019-11-11] （英语）.
136. ↑  . IFPI Austria.   [2014-06-06] （德语）.
137. ↑  . Music Canada.   [2013-11-16] （英语）.
138. ↑  . IFPI Denmark.   [2013-09-19]. （原始内容存档于2013-10-24）.
139. ↑  . Bundesverband Musikindustrie.   [2015-02-26] （德语）.
140. ↑  . Federazione Industria Musicale Italiana.   [2017-09-18] （意大利语）.
141. ↑  . Asociación Mexicana de Productores de Fonogramas y Videogramas.   [2014-03-11] （西班牙语）. 在“ARTISTA”栏以下的框内输入“Miley Cyrus”&nbsp；并在“column heading”栏以下的框内输入“We Can't Stop”。.
142. ↑  . Recording Industry Association of New Zealand.   [2013-08-05]. （原始内容存档于2017-07-06）.
143. ↑  . Sverigetopplistan.   [June 9, 2021] （瑞典语）.
144. ↑  . IFPI Switzerland. Hung Medien.   [2014-07-02] （德语）.
145. ↑  . British Phonographic Industry.   [2016-02-19] （英语）.
146. ↑  . Recording Industry Association of America.   [2018-02-12] （英语）.
147. ↑  APFV.  (PDF). APFV. 2014-06-16  [2014-06-16]. （原始内容 (PDF)存档于2014-07-15）.
148. ↑  . 2013-06-04  [2014-02-03].
149. ↑  . 2013-06-04  [2014-02-03].
150. ↑  . 2013-06-04  [2014-02-03].
151. ↑  . iTunes Store (GB). Apple Inc. 2013-08-07  [2014-01-03]. （原始内容存档于2018-11-16）.
152. ↑  . 2013-06-04  [2014-02-03]. （原始内容存档于2018-11-18）.